# 好莱坞 (阿拉巴马州)
好莱坞（英文：Hollywood），是美国阿拉巴马州下属的一座城市。面积约为8.92平方英里（约合23.09平方公里）。根据2010年美国人口普查，该市有人口1000人，人口密度为112.16/平方英里（约合43.31/平方公里）。